# Мало Средиште
Мало Средиште је насеље у Србији у граду Вршац у Јужнобанатском округу. Према попису из 2022. било је 84 становника.

## Историја
У протеклом периоду Мало Средиште је имао више имена:
- У 16-том веку звало се
- -1711.
- -1717.
- -1849.
- -1910.
- Мало Средиште – 1922. године

Када је постало ово насеље названо од својих становника Прњавором. Прњаворци су били поданици манастира, који је у оно време овде постојао.
По једном запису из 1751. године манастир Средиште је основан од народа српског и посвећен архангелима Михаилу и Гаврилу. Године 1597. помиње се манастирско насеље Прњавор, први пут као Мало Средиште. А 1751. године била су у манастиру два калођера, са игуманом Исаијем. Манастир је био врло сиромашан. У Прњавору је било 10 влашких породица, које су дужне биле свега један дан у години да раде за манастир, а имање манастирско припојено је месићком манастиру. Аустријски царски ревизор Ерлер је 1774. године констатовао да место припада Вршачком округу и дистрикту. Становништво је било влашко.
Ово се насеље први пут помиње 1597. године као Мало Средиште (Kis Zdretiste), са српским становништвом, а у поседу Јована Јошике. Године 1713. имало је 24 дома. Године 1774. је основана парохија. Први сеоски парох у Малом Средишту био је поп Павле Јанковић.
Из шематизма православног клира из 1846. године види се да је место Мало Средиште село са 596 становника. Православно парохијско звање је основано и црквене матрикуле се воде од 1778. године. Православна црква је посвећена Св. Арханђелима, а при њој служи парох, поп Вићентије Поповић који је школски директор и катихета. У народној влашкој школи је 1846/1847. године учитељ Миладин Тасић који просвећује седам ђака.
Племић Голуб Лазаревић након што је купио Велико Средиште (1823), постао је 1839. године власник и Малог Средишта.
Године 1878. подигнута је српска, а 1914. године румунска црква.
Бројно кретање становништва: 1869-711 становника (највише), 1880-650, 1890-625, 1900-647, 1910-633 становника. Попис из 1921. године пописано је 627 становника, од којих је било: Срба-9, Чехословака-2, Румуна-608, Мађара-5, Немаца-2.

## Демографија
У насељу Мало Средиште живи 101 пунолетни становник, а просечна старост становништва износи 44,5 година (43,3 код мушкараца и 45,5 код жена). У насељу има 45 домаћинстава, а просечан број чланова по домаћинству је 2,67.
Ово насеље је углавном насељено Румунима (према попису из 2002. године), а у последња три пописа, примећен је пад у броју становника.
|  |

| Демографија | Демографија | Демографија |
| Година      | Становника  | Становника  |
| ----------- | ----------- | ----------- |
| 1948.       | 436         |             |
| 1953.       | 435         |             |
| 1961.       | 405         |             |
| 1971.       | 295         |             |
| 1981.       | 223         |             |
| 1991.       | 161         | 146         |
| 2002.       | 120         | 146         |

| Етнички састав према попису из 2002.‍ | Етнички састав према попису из 2002.‍ | Етнички састав према попису из 2002.‍ | Етнички састав према попису из 2002.‍ | Етнички састав према попису из 2002.‍ |
| ------------------------------------ | ------------------------------------ | ------------------------------------ | ------------------------------------ | ------------------------------------ |
|                                      |                                      |                                      |                                      |                                      |
| Румуни                               | Румуни                               |                                      | 95                                   | 79,16%                               |
| Срби                                 | Срби                                 |                                      | 15                                   | 12,5%                                |
| Мађари                               | Мађари                               |                                      | 6                                    | 5,0%                                 |
| Муслимани                            | Муслимани                            |                                      | 2                                    | 1,66%                                |
| Хрвати                               | Хрвати                               |                                      | 1                                    | 0,83%                                |
| Југословени                          | Југословени                          |                                      | 1                                    | 0,83%                                |
| непознато                            | непознато                            |                                      | 0                                    | 0,0%                                 |

| Година пописа     | 1948. | 1953. | 1961. | 1971. | 1981. | 1991. | 2002. |
| ----------------- | ----- | ----- | ----- | ----- | ----- | ----- | ----- |
| Број домаћинстава | 132   | 133   | 123   | 88    | 73    | 59    | 45    |

| Број чланова      | 1  | 2  | 3  | 4 | 5 | 6 | 7 | 8 | 9 | 10 и више | Просек |
| ----------------- | -- | -- | -- | - | - | - | - | - | - | --------- | ------ |
| Број домаћинстава | 10 | 13 | 12 | 5 | 2 | 3 | 0 | 0 | 0 | 0         | 2,67   |

| Пол    | Укупно | Неожењен/Неудата | Ожењен/Удата | Удовац/Удовица | Разведен/Разведена | Непознато |
| ------ | ------ | ---------------- | ------------ | -------------- | ------------------ | --------- |
| Мушки  | 48     | 10               | 33           | 4              | 1                  | 0         |
| Женски | 57     | 7                | 34           | 13             | 2                  | 1         |
| УКУПНО | 105    | 17               | 67           | 17             | 3                  | 1         |

| Пол    | Укупно                    | Пољопривреда, лов и шумарство | Рибарство                            | Вађење руде и камена | Прерађивачка индустрија       |
| ------ | ------------------------- | ----------------------------- | ------------------------------------ | -------------------- | ----------------------------- |
| Мушки  | 33                        | 23                            | 0                                    | 0                    | 6                             |
| Женски | 18                        | 16                            | 0                                    | 0                    | 0                             |
| УКУПНО | 51                        | 39                            | 0                                    | 0                    | 6                             |
| Пол    | Производња и снабдевање   | Грађевинарство                | Трговина                             | Хотели и ресторани   | Саобраћај, складиштење и везе |
| Мушки  | 0                         | 0                             | 0                                    | 0                    | 0                             |
| Женски | 0                         | 0                             | 1                                    | 0                    | 0                             |
| УКУПНО | 0                         | 0                             | 1                                    | 0                    | 0                             |
| Пол    | Финансијско посредовање   | Некретнине                    | Државна управа и одбрана             | Образовање           | Здравствени и социјални рад   |
| Мушки  | 0                         | 0                             | 1                                    | 2                    | 1                             |
| Женски | 0                         | 0                             | 0                                    | 1                    | 0                             |
| УКУПНО | 0                         | 0                             | 1                                    | 3                    | 1                             |
| Пол    | Остале услужне активности | Приватна домаћинства          | Екстериторијалне организације и тела | Непознато            | Непознато                     |
| Мушки  | 0                         | 0                             | 0                                    | 0                    | 0                             |
| Женски | 0                         | 0                             | 0                                    | 0                    | 0                             |
| УКУПНО | 0                         | 0                             | 0                                    | 0                    | 0                             |

## Коришћена Литература
- Историјиски преглад Подунавске Области Банатски део написао: Феликс Милекер библиотекар и кустос градске библиотеке и музеја у Вршцу 1928.
- »Летопис« Општина у јужном Банату: Банатска места и обичаји Марина М(Беч 1999).
- Летопис период 1812 – 2009 г. Саставио од Писаних трагова, Летописа, по предању о Банатских места и обичаји настанак села ко су били Досењеници чиме се бавили мештани.